# Vélez (Kolumbien)
Vélez ist eine Gemeinde (municipio) im Departamento Santander im Nordosten von Kolumbien und die Hauptstadt der Provinz Vélez. Es ist die erste Stadt der Welt, die das Frauenwahlrecht eingeführt hat (1853). In Vélez hat das Bistum Vélez seinen Sitz.

## Geographie
Vélez liegt in der Provinz Vélez in Santander auf einer Höhe von 2050 m ü. NN in der Ostkordillere der Anden 231 km südlich von Bucaramanga und hat eine durchschnittliche Temperatur von 17 °C. Die Gemeinde grenzt im Süden an Guavatá und Barbosa, im Norden an Simacota und Puerto Parra, im Osten an Güepsa, Chipatá, La Paz und Santa Helena del Opón und im Westen an Landázuri und Bolívar.

## Bevölkerung
Die Gemeinde Vélez hat 18.808 Einwohner, von denen 10.312 im städtischen Teil (cabecera municipal) der Gemeinde leben (Stand: 2019).

## Geschichte
Vélez gehört mit dem Gründungsjahr 1539 zu den ersten in Kolumbien gegründeten Städten. Eine der Funktionen der neu gegründeten Stadt war die Unterwerfung der indigenen Völker der Umgebung. Später gewann die Stadt aufgrund ihrer strategischen Lage auf dem Weg aus dem Hochland an den Río Magdalena an Bedeutung.

## Wirtschaft
Die wichtigsten Wirtschaftszweige von Vélez sind der Handel sowie Rinder- und Milchproduktion. Zudem spielt der Anbau von Guaven sowie die Weiterverarbeitung zu Bocadillo Veleño eine wichtige Rolle.

## In Vélez geboren
- Reiner Bredemeyer (1929–1995), deutscher Komponist